# Unión Deportiva Almería 2016-2017
Questa voce raccoglie le informazioni riguardanti l'Unión Deportiva Almería nelle competizioni ufficiali della stagione 2016-2017.

## Rosa
Rosa e numerazione sono aggiornate al 25 febbraio 2017.
| N. |                       | Ruolo | Calciatore         |
| -- | --------------------- | ----- | ------------------ |
| 1  | Spagna (bandiera)     | P     | Julián Cuesta      |
| 2  | Spagna (bandiera)     | D     | Isidoro            |
| 3  | Spagna (bandiera)     | D     | Fran Vélez         |
| 5  | Spagna (bandiera)     | C     | Borja Fernández    |
| 6  | Senegal (bandiera)    | D     | Pape Maly Diamanka |
| 7  | Italia (bandiera)     | D     | Marco Motta        |
| 8  | Nigeria (bandiera)    | C     | Ramón Azeez        |
| 9  | Spagna (bandiera)     | A     | Quique             |
| 10 | Spagna (bandiera)     | A     | José Ángel Pozo    |
| 11 | Spagna (bandiera)     | C     | Javi Álamo         |
| 12 | Portogallo (bandiera) | D     | Henrique Sereno    |

| N. |                         | Ruolo | Calciatore        |
| -- | ----------------------- | ----- | ----------------- |
| 13 | Spagna (bandiera)       | P     | Casto             |
| 14 | Spagna (bandiera)       | D     | Ángel Trujillo    |
| 15 | Spagna (bandiera)       | C     | Corona            |
| 16 | Spagna (bandiera)       | C     | Fidel             |
| 18 | Spagna (bandiera)       | C     | Juanjo            |
| 19 | Burkina Faso (bandiera) | A     | Jonathan Zongo    |
| 20 | Nigeria (bandiera)      | A     | Kalu Uche         |
| 21 | Spagna (bandiera)       | D     | Nano              |
| 23 | Spagna (bandiera)       | D     | Jorge Morcillo    |
| 25 | Francia (bandiera)      | C     | Karim Yoda        |
| 26 | Spagna (bandiera)       | C     | Joaquín Fernández |